# アールト・マイテンス
アールト・マイテンス（Aert Mijtens、1541年ころ生まれ、1602年没）は16世紀に活動したオランダ出身の画家である。多くの画家を輩出したマイテンス一族で最初に有名になった画家で、画家としての活動の大半をナポリやローマなどイタリアで行った。イタリアではリナルド・フィアミンゴ(Rinaldo Fiammingo)と呼ばれた。祭壇画や歴史画、神話を題材にした作品を描いた。Arnold MijtensやArnold Mytensの表記もある。 

## 略歴
アムステルダムで生まれた。当時の多くのオランダやフランドルの画家たち同様、イタリアに移って働いた。ネーデルランドの画家の伝記の著者、カレル・ヴァン・マンデルによれば、若い時代にローマに移り、フランドル出身のハンス・スペックアールト(Hans Speckaert: 1540-1577)らと親しくなったとされる。
1560年にナポリを訪れたことがあるとされるが、イタリアでの活動は1575年から1578年の間はローマで、1578年から1592年の間はナポリで働いた。ナポリでは Cornelis Pypと働き、1592年にナポリで、フランドルの画家コルネリス・スメット(Cornelis Smet)の未亡人マルゲリータ(Margherita di Medina)と結婚した。その後イタリア中部のラクイラで働いた後、1601年から再び、ローマで働き、ローマで没した。
ナポリのサンタ・マリア・ディ・コスタンティノーポリ教会(Chiesa di Santa Maria di Costantinopoli）やノチェーラ・インフェリオーレの聖堂の装飾画を描いたとされる。
甥のダニエル・マイテンス(Daniël Mijtens (I): c.1590-1647/48)とイサーク・マイテンス(Isaac Mijtens: 1602-1666)、ダニエルの同名の息子 (Daniël Mijtens (II): 1544-1688)やその甥のヤン・マイテンス(Jan Mijtens: c.1614–1670) も画家として知られている。

## 作品

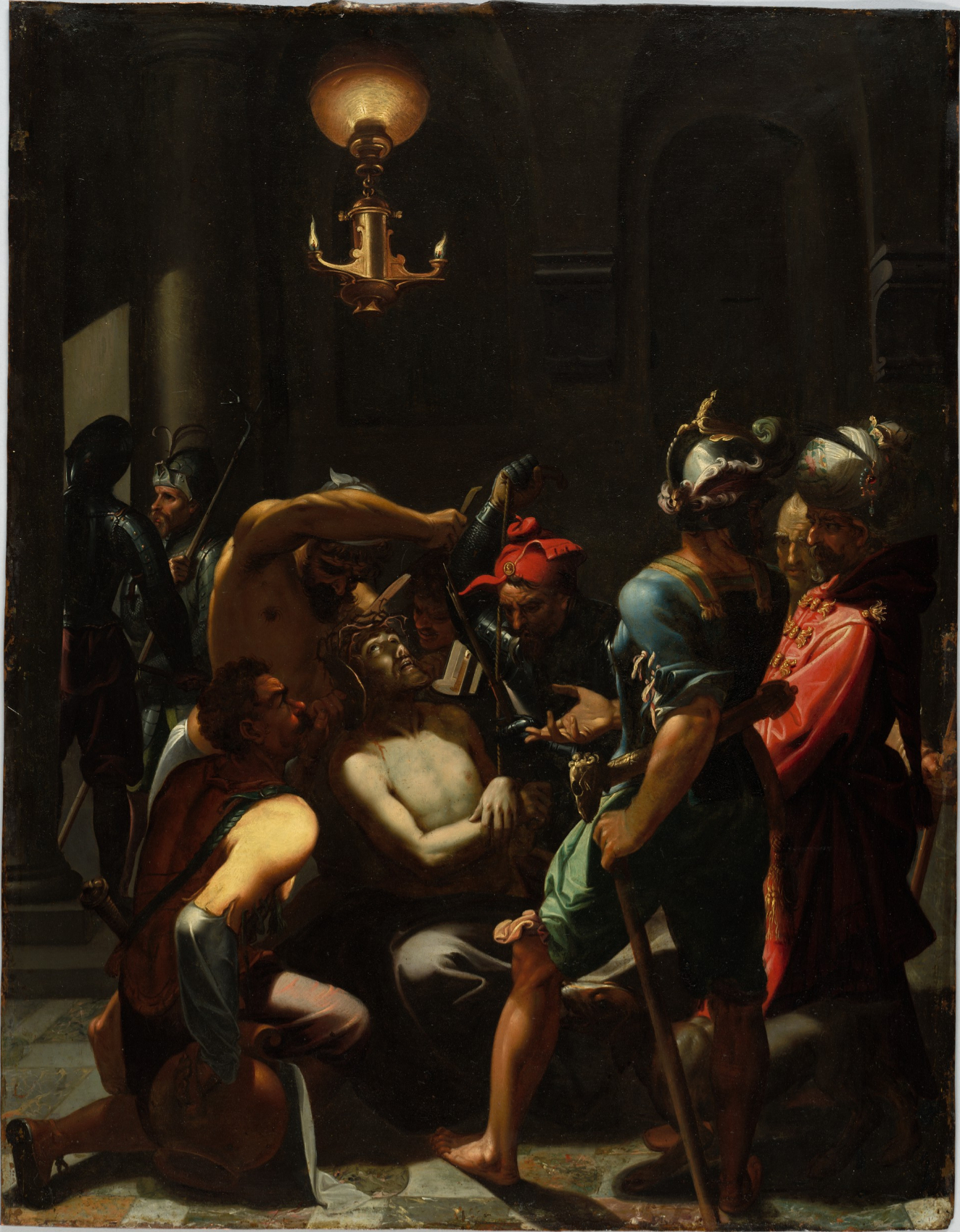
茨の冠をかぶせられるキリスト (1601/1602)
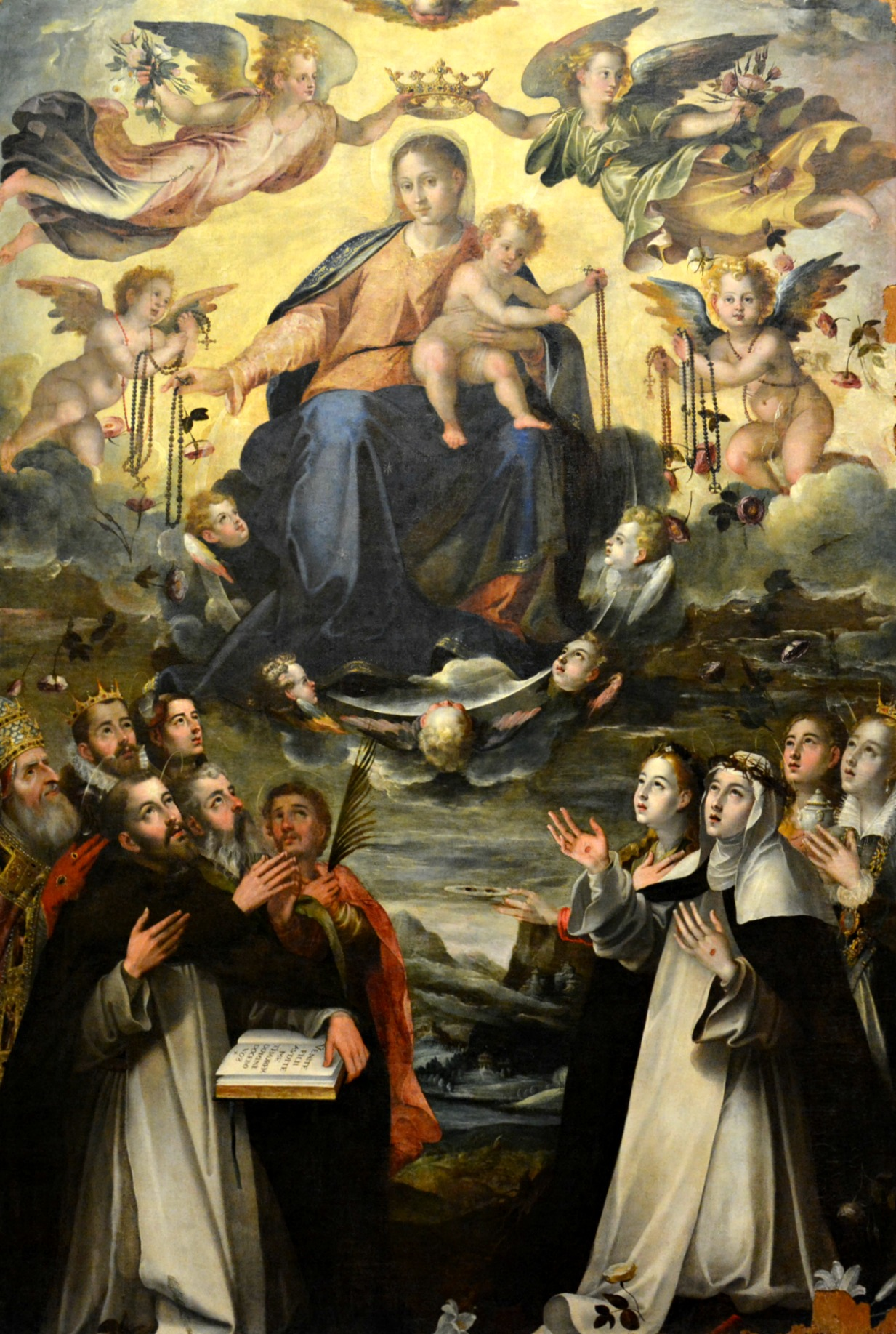
ロザリオの聖母
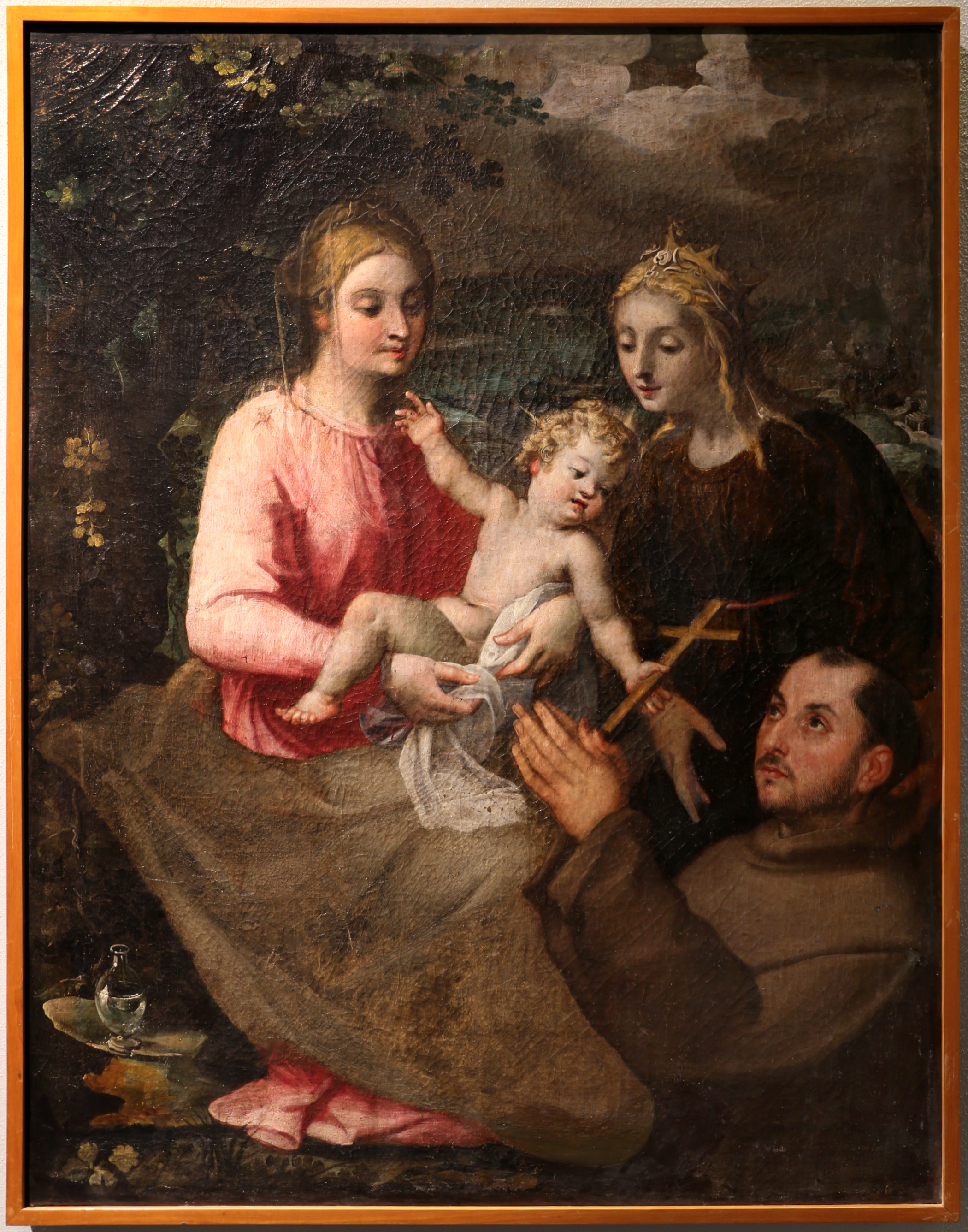
宗教画
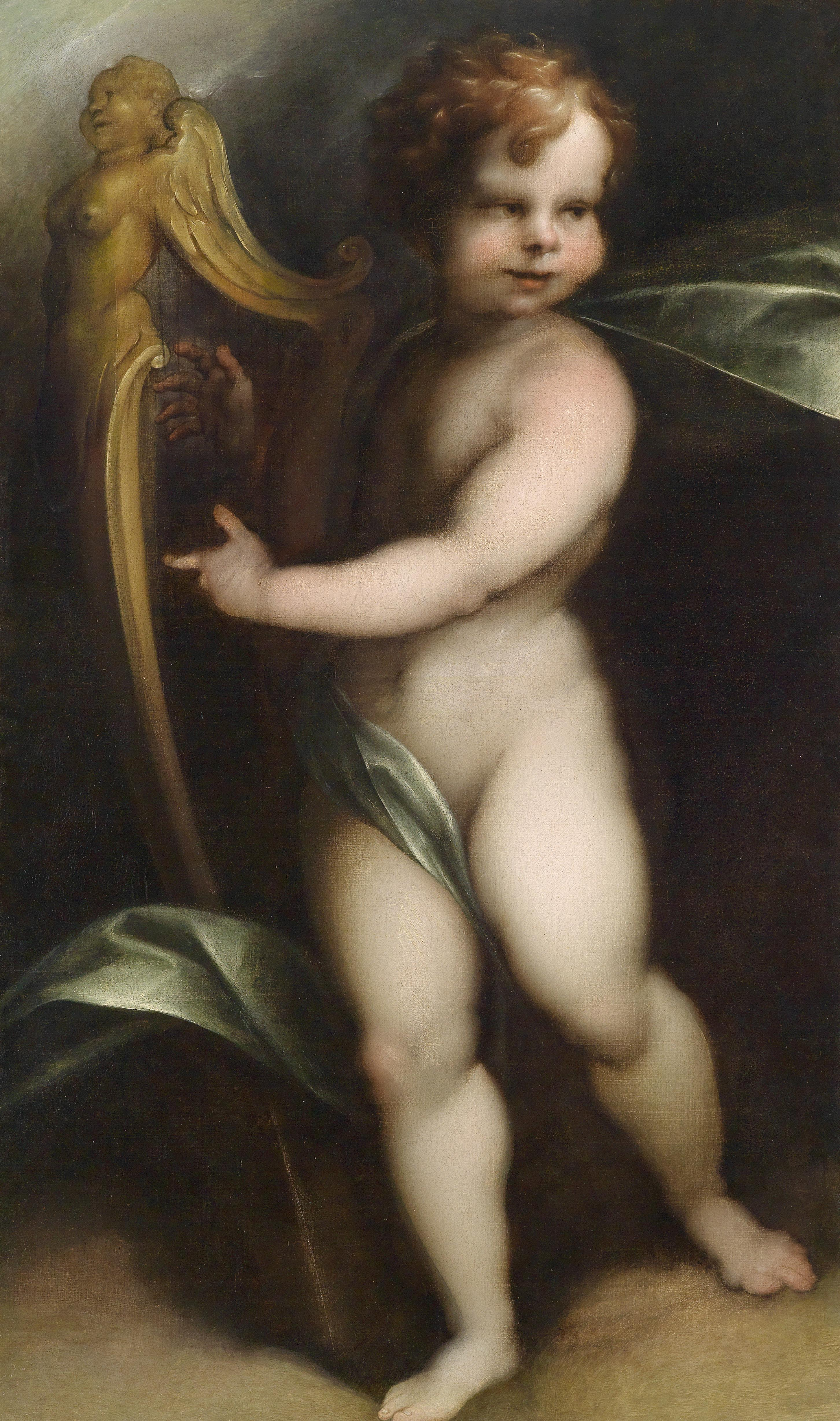
リラを弾く幼児像(Putto)